# Osvaldo Cordeiro de Farias
Osvaldo Cordeiro de Farias, brazilski general, * 16. avgust 1901, † 17. februar 1981.